# Альменар-де-Сорія
Альменар-де-Сорія (ісп. Almenar de Soria) — муніципалітет в Іспанії, входить у провінцію Сорія у складі автономного співтовариства Кастилія-і-Леон. Муніципалітет розташований у складі района (комарки) Кампо-де-Гомара. Площа 105,99 км². Населення 338 чоловік (на 2006 рік).